# 元首專列
元首專列（德語：Führersonderzug）作為納粹德國元首希特勒於二戰期間作戰指揮的移動總部，被取名亞美利堅（Amerika）及布蘭登堡（Brandenburg）。巴爾幹戰役前也曾是元首總部，但希特勒仍然使用其來往於歐洲的各個總部，也曾搭乘其與其他國家領袖會面，如墨索里尼及佛朗哥。

## 組成
- 二個機車車頭
- 一個裝甲防空炮車
- 行李車
- 元首個人專用列車
- 指揮車，包一會議室及通訊中心
- 伴隨前者的列車
- 餐車
- 兩個載客列車
- 澡車
- 另一餐車
- 兩個供人員臥舖的列車
- 新聞人員專用列車
- 另一行李車
- 最後，另一個裝甲防空炮車